# Landtagswahl in Liechtenstein 1930
Die Landtagswahl in Liechtenstein 1930 fand am 16. März 1930 statt. Hierbei wurden 4 Abgeordneten des Landtags des Fürstentums Liechtenstein in den Wahlkreisen Oberland vom Landesvolk gewählt. Die VP nahm aus Protest nicht teil und stellte keine Kandidaten auf.
- FBP: 15
- VP: 0

## Wahlergebnis
| Partei                              | Sitze    | Sitze     |
| ----------------------------------- | -------- | --------- |
| Partei                              | Oberland | insgesamt |
| Fortschrittliche Bürgerpartei (FBP) | 4        | 4         |
| Christlich-soziale Volkspartei (VP) | 0        | 0         |